# Calakmul
Calakmul je staré mayské město, které se nachází v centrální části Yucatánského poloostrova v oblasti Peténu. Leží v mexickém státě Campeche přibližně 200 km jihovýchodně od města San Francisco de Campeche a 30 km severně od mexicko-guatemalských hranic. Je zcela obklopené deštným lesem, okolní oblast byla vyhlášena stejnojmennou biosférickou rezervací o rozloze 7 300 km². Calakmul figuruje od roku 2002 na seznamu světového dědictví UNESCO. V červnu 2014 byla ochrana UNESCO rozšířena i na okolní porosty tropického deštného lesa. 
Město hrálo významnou roli v historii svého regionu po více než 12 století. Je unikátním příkladem mayské architektury a umění, bylo politickým a náboženským centrem. Můžeme zde nalézt pyramidy, stély a mnoho dalších staveb. Díky své centrální poloze v rámci mayské civilizace je možné v Calakmulu pozorovat vlivy jak severních, tak jižních mayských kultur.

## Fotogalerie

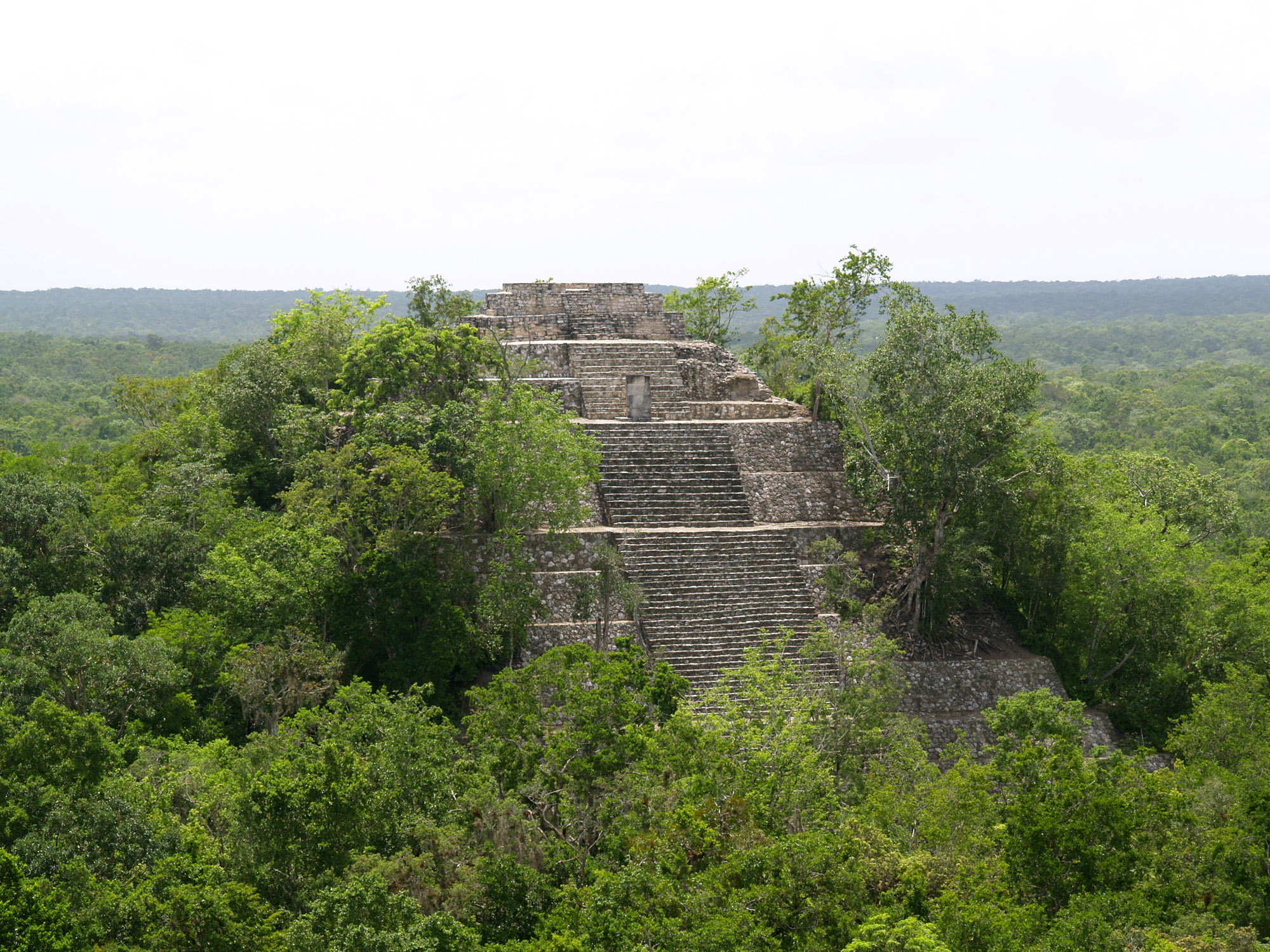
Struktura I
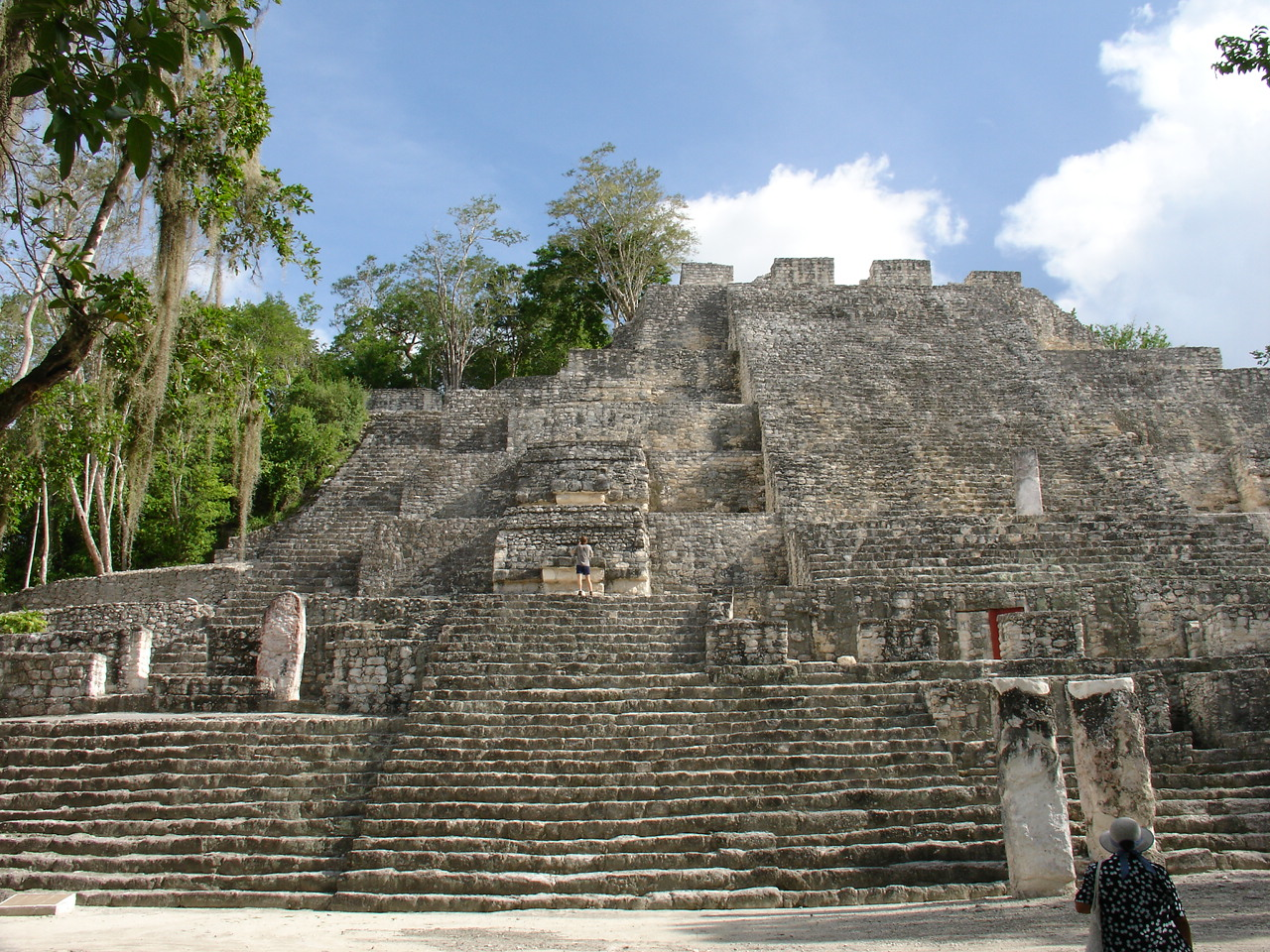
Struktura II
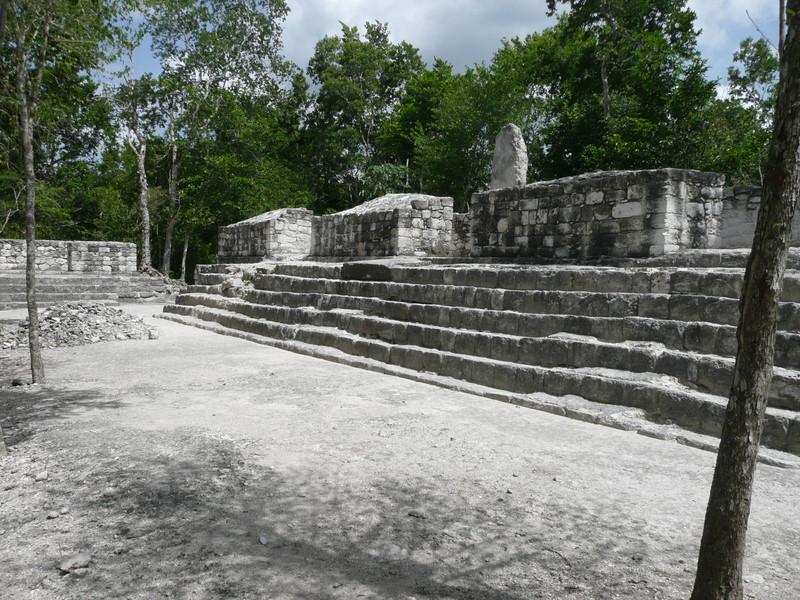
jedno ze zdejších nádvoří
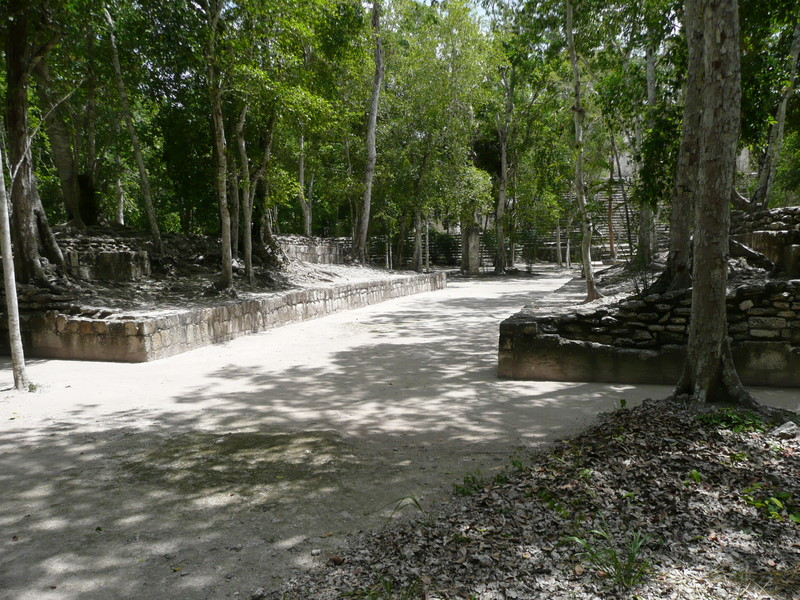
hřiště míčových her